# Zespół nagłej zmiany strefy czasowej
Zespół nagłej zmiany strefy czasowej (tzw. jet-lag) – zespół objawów pojawiający się w trakcie podróży w kierunku transpołudnikowym (wschód–zachód lub zachód–wschód), związany ze zmianą strefy czasowej.
Nasilenie zespołu jest uzależnione od:
- liczby przekraczanych stref czasowych
- kierunku podróży – podróż w kierunku na wschód (a więc w kierunku skracającym dobę) jest gorzej znoszona od podróży w kierunku zachodnim (wydłużającym dobę), gdyż adaptacja do dłuższego dnia jest łatwiejsza.

## Objawy
- zaburzenia snu
- niemożność skupienia uwagi
- krańcowe zmęczenie

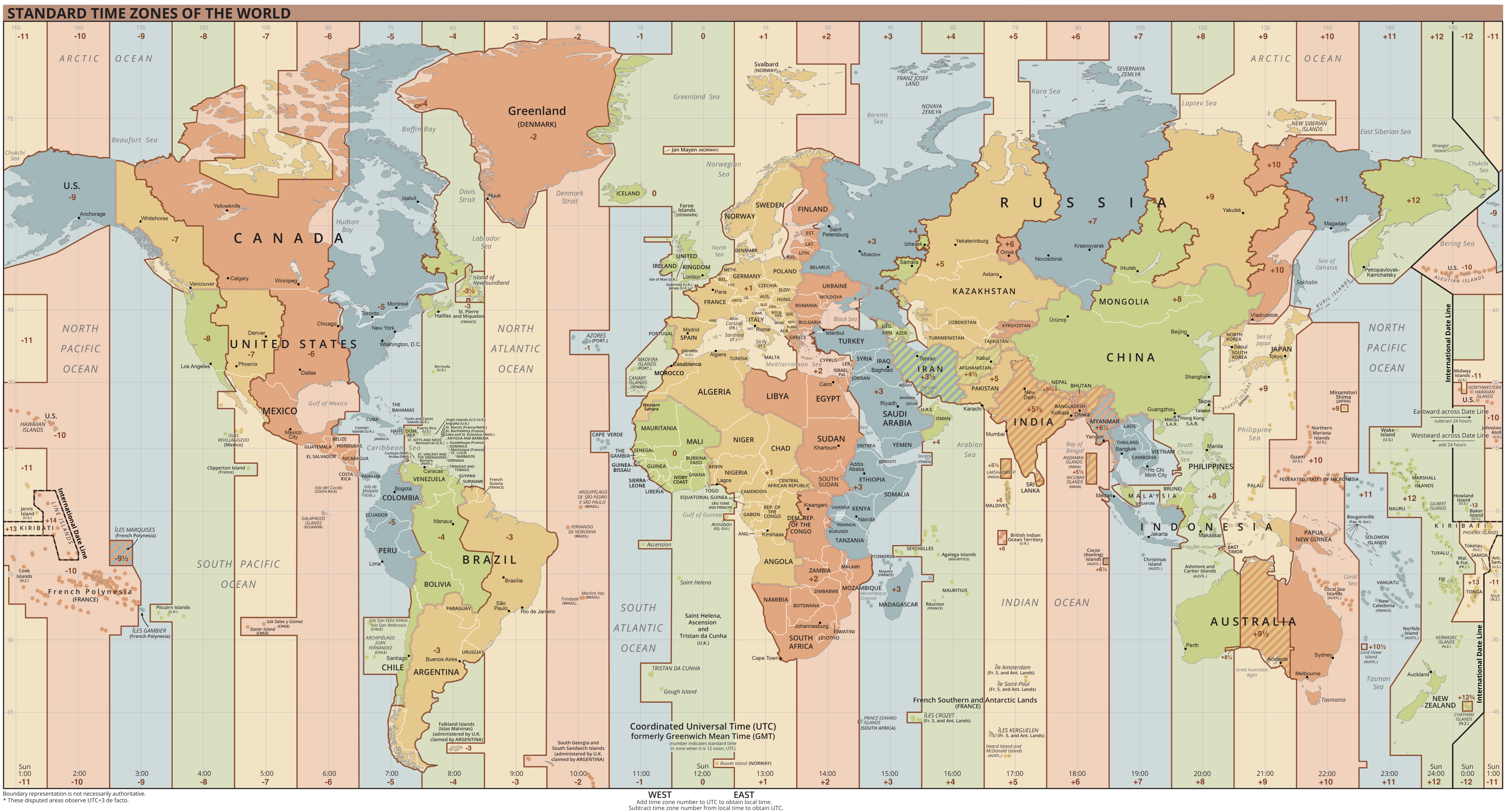
Strefy czasowe na świecie

- zaburzenia apetytu i zaburzenia żołądkowo-jelitowe
- złe samopoczucie
- dezorientacja
- senność
- ból głowy

## Przyczyny
Zaburzenia homeostazy organizmu, przejawiające się zakłóceniem zależnych od rytmu dobowego procesów fizjologicznych (sen–czuwanie, motoryka przewodu pokarmowego, podstawowa przemiana materii) oraz wydzielania hormonów, przede wszystkim melatoniny i kortyzolu.

## Zapobieganie
- aklimatyzacja po przylocie, czyli stopniowe dostosowywanie się do istniejącej różnicy czasu
- krótko działające leki nasenne w trakcie lotu
- odpowiednie zażywanie melatoniny